# لويغي ألبرتو بيانكي
لويغي ألبرتو بيانكي (بالإيطالية: Luigi Alberto Bianchi)‏ هو عازف كمان ‏ وعازف كمان إيطالي، ولد في 1945 في ريميني في إيطاليا، وتوفي في 3 يناير 2018 في روما في إيطاليا.

## وصلات خارجية
- لويغي ألبرتو بيانكي على موقع ميوزك برينز (الإنجليزية)
- لويغي ألبرتو بيانكي على موقع ديسكوغز (الإنجليزية)